# Prizoniera oamenilor mistreți
Prizoniera oamenilor mistreți - Les Hommes-Sangliers (1929) este o nuveletă sau un micro-roman științifico-fantastic de aventuri scris de J.-H. Rosny. A apărut prima dată în 1929 la  Paris în Edition des Portiques. În limba engleză, a fost tradus ca The Boar Men în The World of the Variants and Other Strange Lands (editura Black Coat Press, 2010).
Ca și alte lucrări semnate de J.-H. Rosny, Prizoniera oamenilor mistreți are loc în preistorie.
În limba română nuveleta a fost tradusă ca Prizoniera oamenilor mistreți sau Oamenii mistreți de Anton Cosma și a apărut în 1991, la Casa de editură Mureș, supliment al revistei Magazin Ilustrat, Biblioteca Aventura.

## Vezi și
- Xipehuzii
- Navigatorii infinitului
- Lupta pentru foc
- Moartea Terrei
- Leul uriaș
- 1929 în literatură